# Jesús Torres
Jesús Torres (født 15. juli 1965 i Zaragoza, Spanien) er en spansk komponist og violinist.
Torres startede med violin undervisning som barn, og kom senere på Det Kongelige Musikkonservatorium i Madrid, og fik samtidig privat undervisning i komposition hos Francisco Guerrero. Han har skrevet en symfoni, orkesterværker, kammermusik, koncertmusik, vokalmusik etc. Han har modtaget flere musikpriser som feks SGAE i Madrid (1992), og National Music Award (2012).

## Udvalgte værker
- Symfoni (2005) - for orkester
- Klaverkoncert (1994-95) - for klaver og orkester
- Partita (1998) - for kammerorkester
- Sats (2004) - for orkester